# جون بينيت (عالم)
جون بينيت (بالإنجليزية: John Joseph Bennett)‏ (و. 1801 – 1876 م) هو عالم نبات من المملكة المتحدة لبريطانيا العظمى وأيرلندا، كان عضوًا في الجمعية الملكية، توفي في لندن، عن عمر يناهز 75 عاماً.

## جوائز
حصل على جوائز منها:
- زميل في الجمعية الملكية
- زمالة الجمعية اللينيانية اللندنية ‏.